# Wiener Zentralviehmarkt

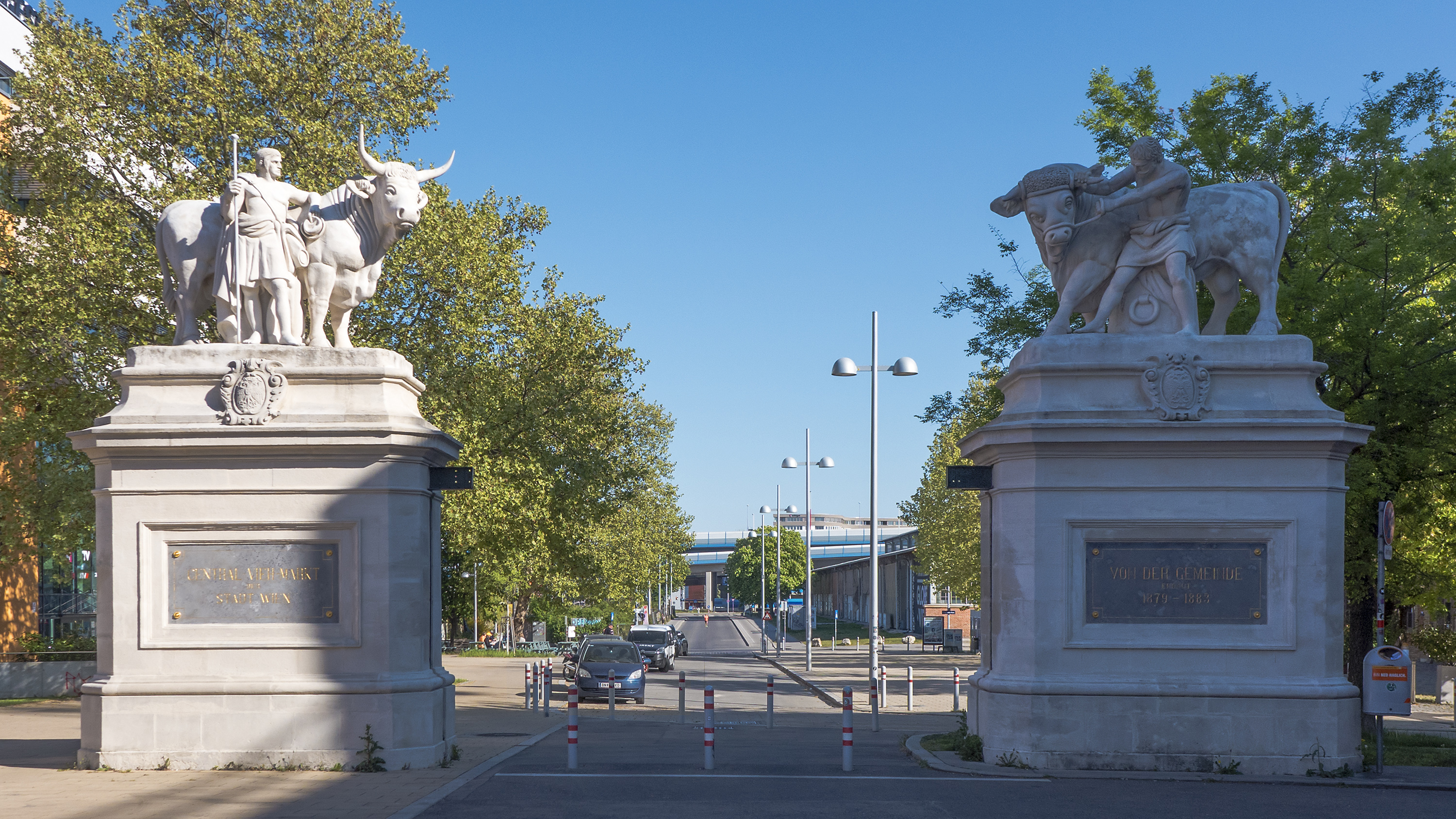
Die Toranlage des Zentralviehmarkts Sankt Marx

Der Zentralviehmarkt Sankt Marx im 3. Wiener Gemeindebezirk Landstraße war der größte Viehmarkt Wiens und der einzige Markt für den Verkauf von zur Schlachtung bestimmtem Großhornvieh, Kälbern, Schafen, Lämmern, Ziegen, Schweinen und Spanferkeln auf Gemeindegebiet.

## Lage
Laut einem Stadtplan aus dem Jahr 1956 wurde er
- im Südosten von der Döblerhofstraße und einem Gleis der Schlachthausbahn (was heute etwa der Südosttangente oder der Litfaßstraße entspricht),
- im Nordosten von der Baumgasse,
- im Nordwesten in Höhe des denkmalgeschützten Viehmarktportals vom Schlachthof Sankt Marx und
- im Südwesten von dem parallel zum Rennweg und der Simmeringer Hauptstraße verlaufenden zweiten Gleis der Schlachthausbahn mit dem Bahnhof Wien St. Marx begrenzt.

Der Zentralviehmarkt befand sich im Gegensatz zum Schlachthof außerhalb jenes Bereichs der Stadt Wien, in dem die Verzehrungssteuer wirksam war. Das Verzehrungssteueramtsgebäude befand sich rechts vom Haupteingang des Marktes.

## Geschichte
Der Zentralviehmarkt in Sankt Marx war ein Standbein der Fleischversorgung von Wien. Er war der einzige Schlachtviehmarkt für Wien und die Gemeinden Albern, Alt- und Neuerlaa, Atzgersdorf, Bisamberg, Breitenlee, Hadersdorf, Inzersdorf am Wienerberg, Langenzersdorf, Kledering, Klosterneuburg, Mauer, Ober- und Unterlaa, Rothneusiedl, Schwechat, Stammersdorf, Weidling und Weidlingbach.
Einer Statistik des Wiener Magistrats zufolge stammten von den im Jahr 1889 265.641 in Sankt Marx aufgetriebenen Ochsen, Kühen, Stieren und Büffeln
- 124.327 Stück aus Ungarn,
- 71.236 Stück aus den deutschsprachigen Ländern der Monarchie,
- 65.531 Stück aus Galizien und
- 4.547 Stück aus Serbien und Bosnien.

Die Herkunft der anderen hier gehandelten Tiere wurde nicht erfasst. Allerdings war auch hier Ungarn Marktführer. So kamen die Schafe fast ausschließlich und die Schweine zur Hälfte des Auftriebs aus Ungarn und seinen Nebenländern.
Neben dem schon genannten zur Schlachtung bestimmten Lebendvieh wurden hier auch bereits ausgeweidete Kälber, Schafe, Lämmer, Ziegen, Schweine und Spanferkel gehandelt. Die Fleischvermarktung wurde später in die Großmarkthalle verlegt.

### Monarchie
Der 1549 als ältester urkundlich genannter und regelmäßig abgehaltener Lebendviehmarkt in Wien war jener auf dem sogenannten Ochsengries im Bereich des heutigen Beethovenplatzes. Zu Beginn des 18. Jahrhunderts wurde dieser Markt in den Bereich des heutigen Bahnhofs Wien Mitte verlegt. 1797 wurde der Markt nach Sankt Marx verlegt, wo er aber zunächst nur aus einer umzäunten Wiese ohne Witterungsschutz bestand.
Schweine wurden bis kurz vor dem Ende des 17. Jahrhunderts auf dem sogenannten Saumarkt, dem heutigen Lobkowitzplatz, gehandelt. 1675 wurde der Schweinemarkt vor das Kärntner Tor verlegt.
Zwischen 1880 und 1883 errichtete die Baufirma Rudolf Frey unter Mitarbeit des Architekten Adalbert Constantin Swoboda für die Stadt Wien am Ende der Viehmarktstraße einen Zentralviehmarkt, der für das Gemeindegebiet von Wien und dessen Umgebung in einem Umkreis von etwa 10 Kilometern zuständig war. Auf einer Grundfläche von 310.584 Quadratmetern wurden bis etwa 1910 112.770 Quadratmeter verbaut. Die kolossale Toranlage mit den beiden Stiergruppen stammt von dem Bildhauer Anton Schmidgruber und wurde 2014 renoviert.
Südlich der verlängerten Viehmarktstraße – heute Maria-Jacobi-Gasse – befanden sich der Rinder- und Kälbermarkt, während nördlich davon der Schaf- und Schweinemarkt angesiedelt war.

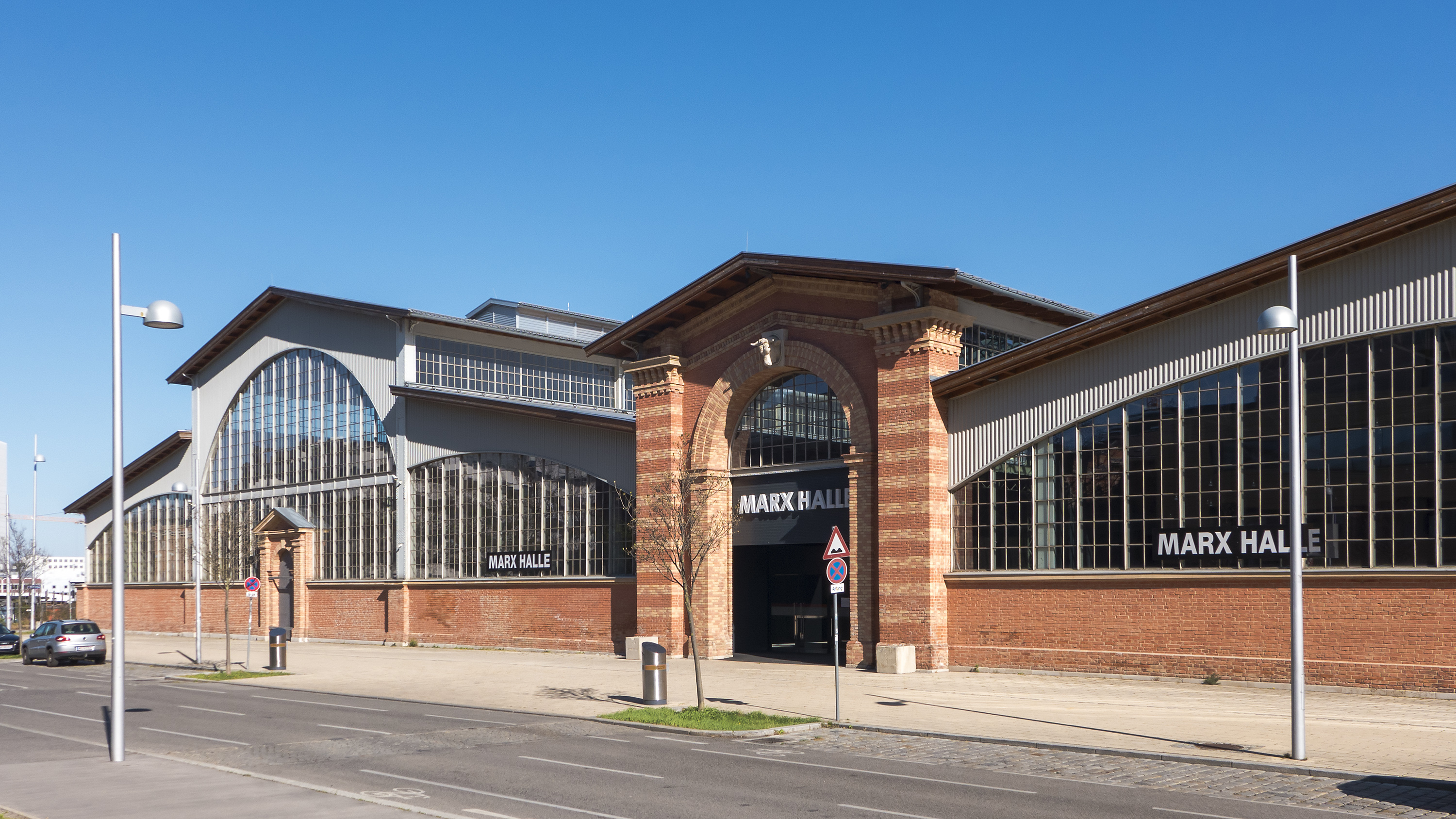
Die aus Schmiedeeisenteilen gefertigte Rinderhalle

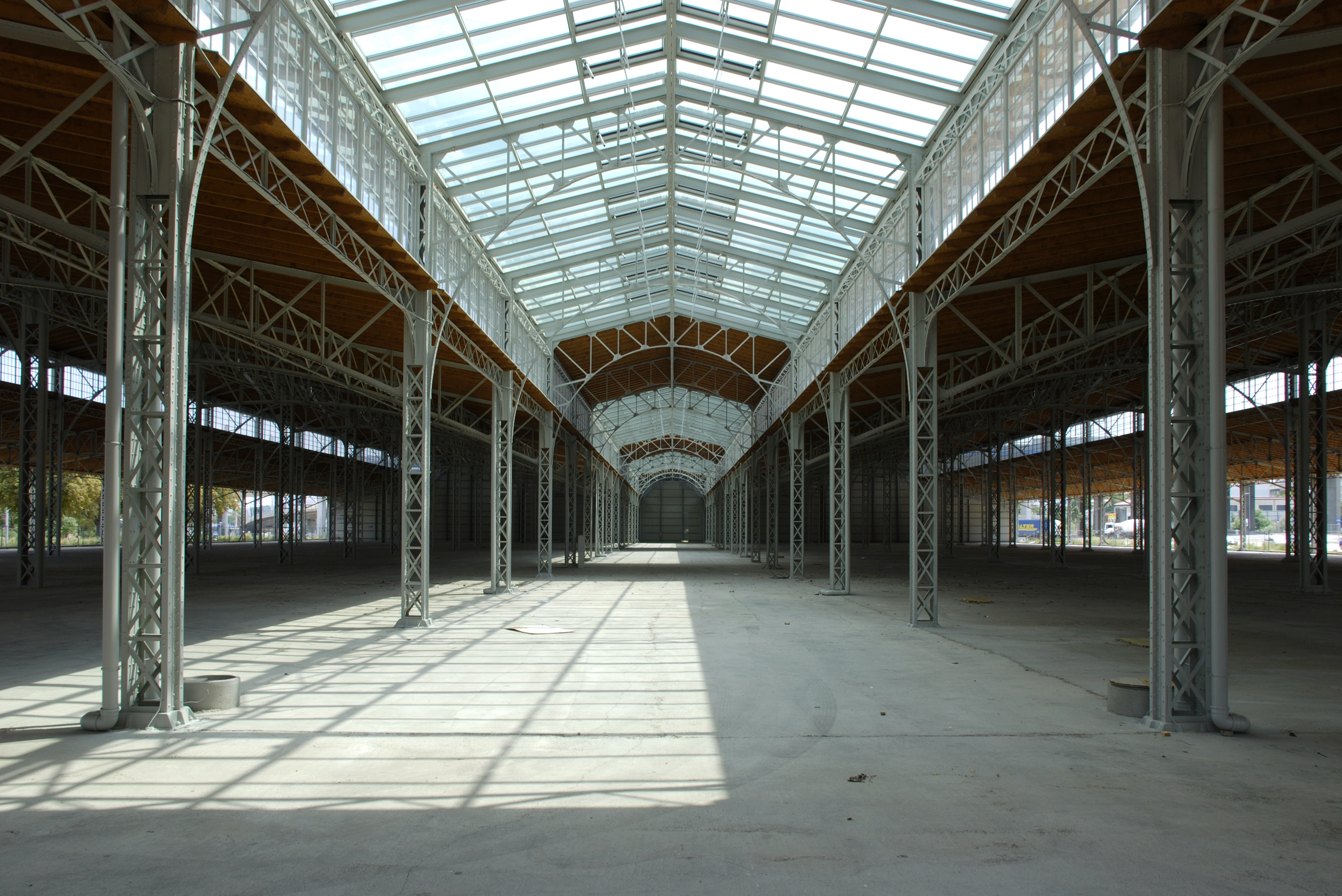
Die Halle innen

- Rinderhalle: Die Rinderhalle wurde zwischen 1879 und 1881 errichtet und 1898 in einem zweiten Bauabschnitt erweitert. Die Halle besteht aus zwei dreischiffigen Hallen, welche entlang ihrer Längsseiten durch eine überdachte Straße (Straßenschiff) miteinander verbunden sind. Zu dieser Zeit fasste die nun 224 Meter lange und 114,4 Meter breite Rinderverkaufshalle rund 6000 Rinder. Nach Absiedelung des Wiener Schlachthofs im Jahr 1997 wurde die Halle als letzte noch erhaltene Halle unter Denkmalschutz gestellt. Seit 1999 wird sie für Veranstaltungen genutzt. Heute ist sie als Marx Halle eine Veranstaltungsstätte.
- Kälberhalle: Die Kälberhalle mit 86,9 Metern Länge und 64,26 Metern Breite besaß einen Fassungsraum für 15.000 tote oder 4500 lebende Kälber.
- Schafhalle: Die Schafhalle mit 77,54 Metern Länge und 51,5 Metern Breite besaß einen Fassungsraum für 6000 Schafe.
- Schweinehalle: Die Schweinehalle bestand aus zwei dreischiffigen Hallen mit 156 Metern Länge und 55 Metern Breite und besaßen zusammen einen Fassungsraum für 11.000 Schweine. Zwischen den beiden Hallen befand sich ein 140 Meter langer und 11 Meter breiter Hof.

Zusätzlich bestanden noch Stallungen für 4954 Rinder, 9500 Fettschweine und 2800 Jungschweine.
Ursprünglich wurden die Tiere hauptsächlich von Ungarn aus auf dem Markt getrieben. Mit dem Ausbau des Eisenbahnnetzes erfolgte der Transport nach Wien zunehmend per Bahn, lediglich das Wegstück vom jeweiligen Entladebahnhof zum Zentralviehmarkt wurden die Tiere getrieben. Als Wien wegen der Weltausstellung 1873 auf ein Verbot dieser Viehtriebe durch teilweise bewohntes Gebiet drängte, erhielt der Zentralviehmarkt über die Schlachthausbahn mit dem Bahnhof Wien St. Marx einen direkten Anschluss an das Eisenbahnnetz.

#### Notstechbrücke
Ein 1899 errichteter und als Notstechbrücke bezeichneter einfacher Holzbau diente ursprünglich dazu, seuchenkranke oder verdächtige, matte oder verunglückte Schweine rasch an Ort und Stelle notschlachten zu können. Da später auch Fleischhackern, die über keine eigene Schlachtstätte verfügten, die Nutzung der Notstechbrücke erlaubt wurde, wurde diese immer wieder vergrößert. In diesem Provisorium wurden in den letzten Jahren vor der Eröffnung des städtischen Schweineschlachthauses 1910 jährlich rund 45.000 bis 50.000 Schweine geschlachtet.

### Erste Republik
Während des Ersten Weltkriegs wurden die Marktanlagen kaum instand gehalten, so dass in den Nachkriegsjahren diesbezüglich Nachholbedarf bestand. Da aber durch den Zusammenbruch der Monarchie zunächst auch der Viehhandel in Wien zum Erliegen gekommen war, warteten die verantwortlichen Stellen erst die weitere Entwicklung ab. Erst ab etwa 1921 wurde begonnen, den Zentralviehmarkt zu sanieren und auszubauen. Um 1927 wurden etwa zusätzliche Stallungen für 1100 Jungschweine errichtet.
Schon während der Monarchie kam fast das gesamte für die Schlachtung bestimmte Vieh aus Ungarn und auch während der Ersten Republik stammten 80 bis 100 Prozent des Auftriebs aus dem Ausland. Dabei stellten Amtstierärzte bei ihren Untersuchungen immer wieder Erkrankungen bei den Tieren fest, vor allem die Maul- und Klauenseuche. Bei verstärktem Auftreten dieser Krankheit mussten immer wieder Marktsperren verhängt werden. Krankheitsverdächtige Tiere wurden deshalb ausgesondert und in die benachbarte Wiener Kontumazanlage überstellt. Durch diese Konsequenz bei der Vermeidung von Ansteckungen konnte Schlachtvieh über den Zentralviehmarkt auch nach Deutschland, Italien und in die Tschechoslowakei exportiert werden. 1925 allerdings stockte dieser Export durch das Inkrafttreten eines Tierseuchenübereinkommens mit den oben genannten Staaten.
Mit dem Bahnhof Wien Sankt Marx war die rund vier Kilometer Gleisanlagen umfassende Schlachthausbahn Bestandteil des Streckennetzes der Bundesbahnen. Auf zwei Rampenanlagen konnten gleichzeitig aus 80 Waggons Rinder und auf einer weiteren Rampe aus 30 Waggons Schweine entladen werden. Durch eine Kundmachung des Bürgermeisters von Wien vom 10. Juli 1920 wurde verfügt, dass zur Schlachtung bestimmte Tiere nur in Sankt Marx auf dem dortigen Schlachtviehbahnhof entladen werden dürfen. Die Entladung in anderen Bahnhöfen sowie in Schiffsstationen war nur in Ausnahmefällen zulässig.

### Zweite Republik
Während des Zweiten Weltkriegs wurden die Kälberhalle, die Schafhalle und eine Schweinehalle zerstört. Nach Kriegsende – da Fensterglas, Fliegengitter und Desinfektionsmittel fehlten, breiteten sich Fliegen aus – wurde das Marktgelände zunächst von den Besatzungsmächten beschlagnahmt, später aber schrittweise wieder freigegeben.
Sowohl die Schafhalle als zwischen 1950 und 195 auch die Fettschweinehalle – mit 680 Stellplätzen mehr als die alte Halle – wurden wieder aufgebaut beziehungsweise eine Desinfektionshalle zur Reinigung und Desinfektion von Lieferautos neu errichtet.
Ab 1955 konnte der Zentralviehmarkt wieder abschnittsweise in Betrieb genommen werden. Durch private Schlachthöfe, die sich zwischen 1960 und 1970 im Wiener Umland ansiedelten, sank die Zahl der zur Vermarktung angelieferten Tiere.
Im Zuge der 1970 begonnenen Arbeiten am Bau des neuen Fleischzentrums Sankt Marx bekundete das Bundesdenkmalamt kein öffentliches Interesse an den Anlagen des Zentralviehmarkts. Lediglich die Toranlage mit den beiden Stierplastiken am Übergang der Viehmarktgasse zur heutigen Maria-Jacobi-Gasse wurde 1971 unter Denkmalschutz gestellt. In den 90er-Jahren wurden schließlich noch die Rinderhalle, das Verwaltungsgebäude und das ehemalige Bankgebäude der Vieh- und Fleischmarktkassa – heute Sitz der Magistratsabteilung MA 60 – unter Schutz gestellt.
Von der endgültigen Schließung des Schlachthofs Sankt Marx 1997 war auch der Zentralviehmarkt betroffen. Auch er wurde geschlossen.

## Wiener Vieh- und Fleischmarktkassa

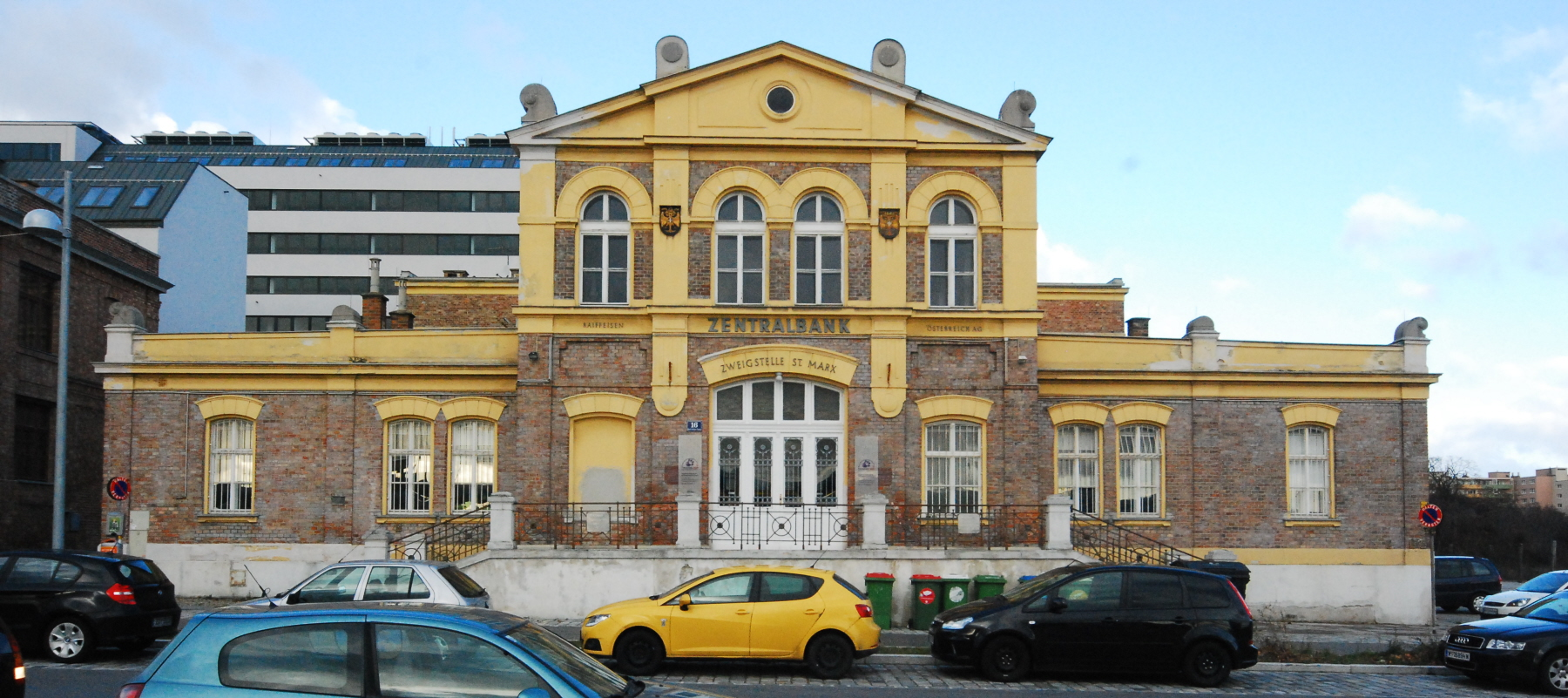
Ehemalige Wiener Vieh- und Fleischmarktkassa, später Raiffeisen Zentralbank Österreich AG – Zweigstelle St. Marx

Die Ausweitung des Einzugsgebiets des Zentralviehmarkts durch die Eisenbahn als Transportmittel brachte eine immer größere Zahl von Zwischenhändlern mit sich, die in Wien ansässigen kommissionellen Schlachtviehhändlern zulieferten, die das Vieh auf dem Viehmarkt verkauften. Durch Kreditvergaben an Käufer und Verkäufer kontrollierten diese in zunehmendem Maß das Marktgeschehen. Um die Vormachtstellung der Schlachtviehhändler zu brechen, wurde 1850 per Gesetz die Vieh- und Fleischkassa eingeführt. Über diese von der Stadt betriebene Kassa musste der gesamte Zahlungsverkehr abgewickelt werden, wenn Fleischhauer aus Wien Schlachtvieh für den Bedarf in Wien erwarben.
Da sich die am Viehhandel beteiligten den neuen Umständen bald anpassten, entwickelte sich in den nächsten Jahren wieder eine den Markt dominierende Gruppe. Wegen dieses und anderer Übelstände wurde am 1. Juni 1870 die Fleischkassa aufgehoben, anstatt sie zu reformieren.
Am 30. März 1884 wurde eine neue Marktordnung für den Wiener Zentralviehmarkt erlassen und mit ihr die Wiener Vieh- und Fleischmarktkassa gegründet. Schon vor Inkrafttreten der neuen Marktordnung verbündeten sich ungarische Mäster und bedeutende Kommissionsfirmen im Kampf gegen die neue Marktordnung. Nachdem diese in Kraft getreten war, wurde in Pressburg auf eigene Kosten ein neuer Viehmarkt eingerichtet. Der erste Markttag hier fand am 21. April 1884 statt. Nach einer Änderung der Marktordnung am 13. Jänner 1888 wurde in Pressburg am 27. Februar der letzte Viehmarkt veranstaltet.
Die Wiener Vieh- und Fleischmarktkasse wurde mit der Schließung des Wiener Zentralviehmarktes ebenfalls geschlossen.

## Weitere Tiermärkte
Neben dem Zentralviehmarkt in Sankt Marx bestanden in Wien noch
- der städtische Pferdemarkt in der Siebenbrunnenfeldgasse 1 in Margareten: Zweimal wöchentlich wurden in dem zwischen 1883 und 1885 errichteten Markt Pferde, Esel, Maultiere und Maulesel gehandelt. Ab 1951 wurde hier der Theodor-Körner-Hof errichtet.
- Der städtische Ferkelmarkt wurde 1925 in Floridsdorf eröffnet. Einmal wöchentlich konnten hier vor allem die Bauern aus Floridsdorf ihren Bedarf an Ferkeln und Frischlingen zur Aufzucht decken.[2]